# 2. mehanizirana bojna "Gromovi"
2. mehanizirana bojna "Gromovi" je postrojba oružanih snaga Republike Hrvatske unutar Gardijske motorizirane brigade. Bojna je osnovana 2007. u sklopu preustroja oružanih snaga a u njezin sastava je ušla 2. gardijska brigada. Kao i gardijska brigada čija su sljednica, i bojna Gromovi smještena je u Petrinji, u vojarni "Pukovnik Predrag Matanović", u kojoj su Tigrovi. Dakle, novi su Gromovi na starome mjestu, no nova je samo ustrojbena cjelina. Naime, 2. mehanizirana bojna u svojim redovima uglavnom ima pripadnike nekadašnje brigade te je u njezinom sastavu čak oko 95 posto "starih" Gromova, a gotovo polovica, njih 45 posto, ima ratno iskustvo.